# Isola di Roda

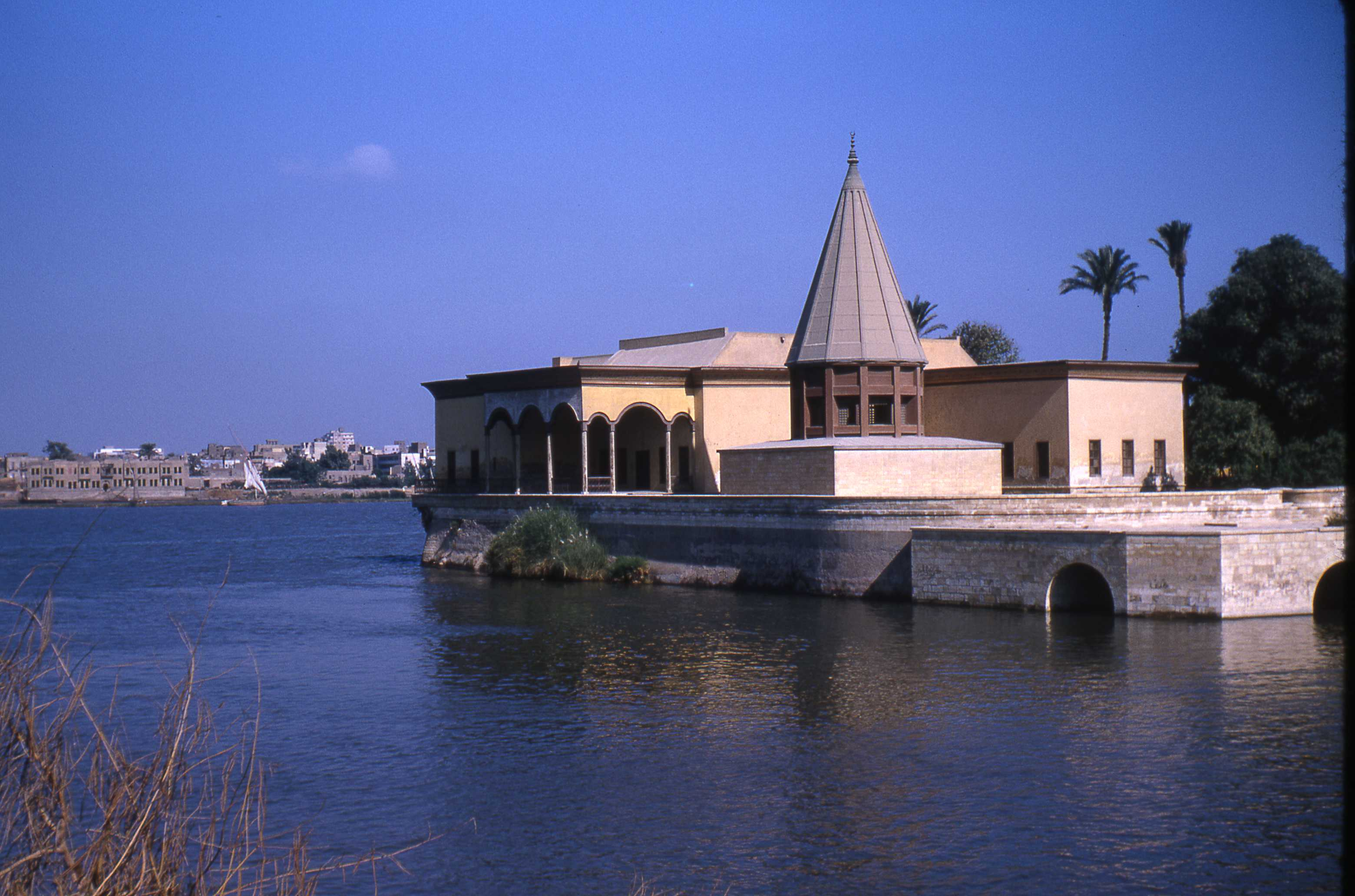
Il nilometro dell'isola di Roda, e l'isola fluviale.

L'Isola di Rōda o Isola di Rawḍa, (in arabo جزيرة الروضة‎?, Jazīrat Rawḍa, o al-Manyal al-Rawḍa, è un'isola sita nel fiume Nilo, ad ovest della città del Cairo.
Il distretto al-Manyal e il Museo Palazzo Reale al-Manyal coi suoi splendidi giardini, sono situati sull'isola. Essa fa parte della Vecchia Cairo, cui è collegato tramite un piccolo braccio del Nilo. L'isola ospita una delle più antiche strutture sopravvissute dell'antico Egitto islamico, il Nilometro, che sorge sulla sua punta meridionale, nel giardino del Palazzo del Ministerli in cui vi è il Museo Umm Kulthum.